# Manoir de Colleville-Montgomery
Le manoir de Colleville-Montgomery, dit aussi château du Vieux-Bourg, est un manoir du XVIIIe siècle situé à Colleville-Montgomery dans le département du Calvados en Normandie. 

## Localisation
Le manoir est situé à Colleville-Montgomery. La commune de Colleville change de nom pendant la Seconde Guerre mondiale en reconnaissance envers Bernard Montgomery, dès le 20 octobre 1944.

## Historique
Le manoir est bâti au XVIIIe siècle par un médecin de Louis XVI.

## Architecture
Le manoir fait l'objet d'une inscription aux monuments historiques par un arrêté du 29 octobre 1971 : les façades et les toitures sont concernées par cet arrêté.